# Catagramma idas
Catagramma idas är en fjärilsart som beskrevs av Müller 1774. Catagramma idas ingår i släktet Catagramma och familjen praktfjärilar. Inga underarter finns listade i Catalogue of Life.